# Grünschnabelkuckuck
Der Grünschnabelkuckuck oder Große Grünschnabelkuckuck (Phaenicophaeus tristis)  ist eine Vogelart aus der Familie der Kuckucke (Cuculidae) und gehört zur Gattung der Malkohas (Phaenicophaeus).
Er kommt in Südostasien und auf dem Indischen Subkontinent vor von den Himalayaausläufern von Garhwal bis Arunachal Pradesh, Nordostindien, Bihar, Madhya Pradesh, Orissa und Bangladesch bis 1800 m und ist ein Standvogel.
Sein Verbreitungsgebiet umfasst Primärwald, Sekundärwald, dichtes Dickicht, buschbestandene und bearbeitete Flächen sowie Plantagen mit Kautschukbäumen.

## Beschreibung
Der Grünschnabelkuckuck ist etwa 50 bis 60 cm groß und wiegt 100 bis 128 g.
Die Oberseite ist dunkelgrau mit glänzendem Olivgrün auf den Flügeln und dem langen, gestuften Schwanz mit weißer Schwanzbinde und mehreren weißen Flecken auf der Schwanzunterseite. Kopf, Hals, Brust und Bauch sind hellgrau. Der dicke gebogene Schnabel ist hell, gelblich-grün und gilt zusammen mit dem karminroten Augenfleck als charakteristisch.

## Stimme
Der Ruf des Männchens wird als gackerndes und krächzendes, froschartiges “ko, ko, ko, ko” beschrieben.

## Geografische Variation
Es werden folgende Unterarten anerkannt:
- P. t. tristis (Lesson, 1830), Nominatform – Nordindia von den Himalayaausläufern unterhalb 1800 und Kumaon östlich über Nepal, Sikkim und Bhutan bis Assam und Bangladesch, südlich bis Madhya Pradesh
- P. t. saliens (Mayr, 1938) – Nördliches Myanmar, Thailand, Indochina und Südliches China (Yunnan, Guangxi und Guangdong)
- P. t. hainanus (E. J. O. Hartert, 1910) – Hainan
- P. t. longicaudatus Blyth, 1841 – Südliches Indochina, Myanmar, Thailand bis zur Halbinsel Malaysia
- P. t. elongatus S. Müller, 1836 – Sumatra
- P. t. kangeangensis (Vorderman, 1893) – Kangeaninseln

## Lebensweise
Die Nahrung besteht aus Insekten, großen Raupen, Heuschrecken und Eidechsen die in dichtem Dickicht und auf Bäumen gesucht werden.
Die Brutzeit liegt zwischen April und August in Indien, im Mai in Nepal, zwischen März und September in Myanmar, Januar und März in Malaysia. Der Vogel baut ein eigenes Nest und legt 2–4 Eier, die von beiden Elternvögeln bebrütet werden.

## Gefährdung
Der Grünschnabelkuckuck gilt als nicht gefährdet (Least Concern).

## Einzelbelege
1. ↑  Avibase
2. 1 2 3 4  Handbook of the Birds of the World
3. 1 2 3  R. Grimmett, T. Inskipp: Birds of Northern India. Helm Field Guides, 2017, ISBN 978-0-7136-5167-6
4. 1 2 3 4  S. Ali: The Book of Indian Birds. Bombay Natural History Society, Oxford university Press, 13. Aufl. 2002, ISBN 978-0-19-566523-9
5. ↑  IUCN Redlist